# Alouette gulgule
Alauda gulgula
Espèce
Statut de conservation UICN

LC : Préoccupation mineure
L'Alouette gulgule (Alauda gulgula) est une espèce d'oiseaux passereaux de la famille des Alaudidae. Cet oiseau est présent en Inde et en Asie du Sud-Est. L'Alouette gulgule est un oiseau insectivore et granivore qui vit dans les prairies.

## Sous-espèces
- Alauda gulgula [gulgula, australis, herberti or dharmakumarsinhjii]: de l'est de l'Inde jusqu'au Sri Lanka et à l'Indochine.
- Alauda gulgula inconspicua: de la Transcaspienne jusqu'au Turkménistan, est de l'Iran, Afghanistan et nord-ouest de l'Inde.
- Alauda gulgula vernayi: est de l'Himalaya et Chine (sud-est du Tibet et ouest du Yunnan).
- Alauda gulgula inopinata: plateau tibétain, est du Qinghai, Gansu et sud-ouest de la Mongolie intérieure.
- Alauda gulgula weigoldi: est de la Chine (Shandong, sud du Shaanxi et Sichuan central)
- Alauda gulgula lhamarum: Monts Pamir, ouest de l'Himalaya (Cachemire et nord du Pendjab).
- Alauda gulgula [coelivox or sala]: sud-est et sud de la Chine jusqu'au nord du Vietnam, Hainan.
- Alauda gulgula [wattersi or wolfei]: Taïwan et Philippines.